# Lonneke Uneken
Lonneke Uneken (Winschoten, 2 marzo 2000) è una ciclista su strada olandese che corre per il team VolkerWessels. Attiva come Elite/Under-23 dal 2019, nel 2021 ha vinto una tappa allo Holland Tour.

## Palmarès

### Strada
- 2018 (Juniores)

1ª tappa Healthy Ageing Tour Junior (Oldambt > Midwolda)
3ª tappa Healthy Ageing Tour Junior (Groninga > Groninga)
- 2021 (SD Worx, tre vittorie)

3ª tappa Healthy Ageing Tour (Wijster > Wijster)
3ª tappa Baloise Ladies Tour (Zulte > Zulte)
3ª tappa Holland Ladies Tour (Stramproy > Weert)
- 2022 (SD Worx, una vittoria)

2ª tappa Bloeizone Fryslân Tour (Eastermar > Bakkeveen)
- 2023 (SD Worx, una vittoria)

4ª tappa Thüringen Ladies Tour (Gotha > Gotha)

#### Altri successi
- 2018 (Juniores)

Classifica a punti Healthy Ageing Tour Junior
- 2021 (SD Worx)

Classifica scalatrici Healthy Ageing Tour
Classifica a punti Baloise Ladies Tour
- 2023 (SD Worx)

1ª tappa Thüringen Ladies Tour (Schleiz > Schleiz, cronosquadre)

## Piazzamenti

### Grandi Giri
- Giro d'Italia

2022: non partita (3ª tappa)

### Competizioni europee
- Campionati europei

Herning 2017 - In linea Junior: 66ª
Brno 2018 - In linea Junior: ritirata
Alkmaar 2019 - In linea Under-23: 3ª
Plouay 2020 - In linea Under-23: 2ª
Trento 2021 - In linea Under-23: ritirata